# Poznań Open 2013
Il Poznań Open 2013 è stato un torneo di tennis facente parte della categoria ATP Challenger Tour nell'ambito dell'ATP Challenger Tour 2013. È stata la 10ª edizione del torneo che si è giocata a Poznań in Polonia dal 15 al luglio 2013 su campi in terra rossa e aveva un montepremi di €30,000+H.

## Partecipanti singolare

### Teste di serie
| Nazionalità | Giocatore             | Ranking* | Testa di serie |
| ----------- | --------------------- | -------- | -------------- |
| Austria     | Andreas Haider-Maurer | 98       | 1              |
| Francia     | Guillaume Rufin       | 99       | 2              |
| Portogallo  | João Sousa            | 102      | 3              |
| Spagna      | Pablo Carreño Busta   | 125      | 4              |
| Francia     | Stéphane Robert       | 145      | 5              |
| Paesi Bassi | Jesse Huta Galung     | 159      | 6              |
| Germania    | Simon Greul           | 160      | 7              |
| Germania    | Peter Gojowczyk       | 168      | 8              |

- Ranking al 9 luglio 2013.

### Altri partecipanti
Giocatori che hanno ricevuto una wild card:
- Wojciech Lutkowski
- Piotr Gadomski
- Kamil Majchrzak
- Grzegorz Panfil

Giocatori che sono passati dalle qualificazioni:
- Andriej Kapaś
- Filip Krajinović
- Thiago Monteiro
- Daniel Smethurst

## Partecipanti doppio

### Teste di serie
| Nazionalità | Giocatore          | Nazionalità | Giocatore        | Ranking* | Testa di serie |
| ----------- | ------------------ | ----------- | ---------------- | -------- | -------------- |
| Australia   | Colin Ebelthite    | Germania    | Philipp Marx     | 208      | 1              |
| Svezia      | Andreas Siljeström | Slovacchia  | Igor Zelenay     | 212      | 2              |
| Croazia     | Franko Škugor      | Serbia      | Goran Tošić      | 278      | 3              |
| Francia     | Jonathan Eysseric  | Francia     | Nicolas Renavand | 327      | 4              |

- Ranking al 9 luglio 2013.

### Altri partecipanti
Coppie che hanno ricevuto una wild card:
- Adam Chadaj /  Piotr Gadomski
- Bogdan Dzudzewicz /  Mikołaj Jędruszczak
- Maciej Lorenz /  Bartosz Sawicki

## Vincitori

### Singolare
Andreas Haider-Maurer ha battuto in finale  Damir Džumhur con il punteggio di 4–6, 6–1, 7–5

### Doppio
Gero Kretschmer /  Alexander Satschko hanno battuto in finale  Henri Kontinen /  Mateusz Kowalczyk con il punteggio di 6–3, 6–3